# 吴永利
吴永利（1969年9月—），安徽凤阳人，汉族，中国民主建国会会员。中华人民共和国政治人物、第十三届全国人民代表大会安徽地区代表。
2018年2月24日，当选为第十三届全国人大代表。